# Evangelista Torricelli
Evangelista Torricelli (Nghe phát âmⓘ) (15 tháng 10 năm 1608 – 25 tháng 10 năm 1647) là nhà vật lý, nhà toán học người Ý, nổi tiếng với phát minh ra phong vũ biểu.

## Sự nghiệp
Sau khi đạt được kết quả tối ưu ở trường dòng Faenza, Torricelli đến Roma để theo học các môn khoa học ở trường đại học Sapienza. Tại đây, ông là học trò của Galileo Galilei, ông đã biên soạn một tiểu luận cho rằng, chuyển động của một vật ném xiên là một đường parabol.
Năm 1641, ông tới Florence khi được nhận làm thư ký kiêm trợ lý cho Galilei lúc bấy giờ đã bị mù. Sau cái chết của Galilei, Torricelli được bổ nhiệm là Giáo sư toán ở Florence. 
Năm 1644, ông lấy ống thủy tinh có bịt kín một đầu, dài 1 mét, sau khi đổ đầy thủy ngân, dùng ngón tay bịt chặt đầu hở ống, cho vào chậu chứa đầy thủy ngân. Cột thủy ngân trong ống cao khoảng 76 centimet tính từ mặt thủy ngân trong chậu.
Tài năng toán học của ông còn thể hiện ở việc nghiên cứu đường cong cycloid, tức là một đường cong tạo bởi một điểm trên bán kính của một vòng chuyển động.

## Tác phẩm chọn lọc
Những bản thảo của ông được bảo quản tại Florence, Italia. Các tác phẩm sau đây đã xuất hiện bằng bản in:
- Trattato del moto, Florence, trước 1641
- Opera geometrica, Florence, 1644
- Lezioni accademiche, Florence, in năm 1715
- Esperienza dell'argento vivo, in lại, Berlin, 1897